# Arctornis marginalis
Arctornis marginalis är en fjärilsart som beskrevs av Walker 1862. Arctornis marginalis ingår i släktet Arctornis och familjen tofsspinnare. Inga underarter finns listade i Catalogue of Life.